# Stefan Panajotow
Stefan Panajotow (bułg. Стефан Панайотов, ur. 26 lipca 1941w Sliwenie, zm. 24 listopada 2003 tamże) – bułgarski bokser, amatorski wicemistrz Europy z 1963.
Startował w kategorii muszej (do 51 kg). Zdobył w niej srebrny medal na mistrzostwach Europy w 1963 w Moskwie. Wygrał tam trzy walki (w tym z Ottonem Babiaschem z NRD i obrońcą tytułu Paolo Vaccą z Włoch), a w finale uległ Wiktorowi Bystrowowi ze Związku Radzieckiego. Na igrzyskach olimpijskich w 1964 w Tokio przegrał już pierwszą walkę z późniejszym wicemistrzem Arturem Olechem.
Wystąpił na mistrzostwach Europy w 1967 w Rzymie, gdzie po wygraniu jednej walki przegrał w ćwierćfinale z Piotrem Gorbatowem z ZSRR, zaś na mistrzostwach Europy w 1971 w Madrycie przegrał pierwszą walkę w wadze koguciej (do 54 kg) z Aurelem Dumitrescu z Rumunii.
Był mistrzem Bułgarii w wadze muszej w 1969 i w wadze koguciej w 1971.